# Хармица
Хармица је насељено место у општини Брдовец, Загребачка жупанија, Хрватска.

## Географски положај
Хармица се налази на самој граници Хрватске са Словенијом. У атару насеља налази се железнички гранични прелаз Хармица – Ригонце.

## Историја
До територијалне реорганизације у Хрватској била је у саставу старе загребачке приградске општине Запрешић.

## Становништво
У попису становништва из 2011. године, Хармица је имала 284 становника.
| Број становника према пописима | Број становника према пописима | Број становника према пописима | Број становника према пописима | Број становника према пописима | Број становника према пописима | Број становника према пописима | Број становника према пописима | Број становника према пописима | Број становника према пописима | Број становника према пописима | Број становника према пописима | Број становника према пописима | Број становника према пописима | Број становника према пописима | Број становника према пописима |
| ------------------------------ | ------------------------------ | ------------------------------ | ------------------------------ | ------------------------------ | ------------------------------ | ------------------------------ | ------------------------------ | ------------------------------ | ------------------------------ | ------------------------------ | ------------------------------ | ------------------------------ | ------------------------------ | ------------------------------ | ------------------------------ |
| 1857                           | 1869                           | 1880                           | 1890                           | 1900                           | 1910                           | 1921                           | 1931                           | 1948                           | 1953                           | 1961                           | 1971                           | 1981                           | 1991                           | 2001                           | 2011                           |
| 122                            | 137                            | 161                            | 158                            | 181                            | 186                            | 152                            | 181                            | 163                            | 163                            | 181                            | 172                            | 177                            | 190                            | 232                            | 284                            |

Напомена: Године 1991. смањена издвајањем дела насеља који је припојен насељу Шенковец, за који садржи део података од 1857. до 1981, а увећано припајањем ненасељеног дела подручја насеља Вуково Село.